# Napoléon Antoine Belcourt
Pour les articles homonymes, voir Belcourt (homonymie).
Napoléon Antoine Belcourt, né le 15 septembre 1860 à Toronto (alors au Canada-Ouest) et mort le 7 août 1932, est un député franco-ontarien au Canada.

## Biographie
Belcourt naît au sein d'une famille canadienne-française et est élevé à Trois-Rivières au Québec. Après des études primaires et secondaires au séminaire, il complète un baccalauréat et une maîtrise en droit à l'Université Laval de Montréal. Il est admis au Barreau du Québec en 1882 et à celui de l'Ontario deux ans plus tard. En 1884, il s'établit à Ottawa.
En 1889, Belcourt épouse Hectorine Shehyn (décédée en 1901) et de leur union naissent trois filles. Belcourt se marie à nouveau en 1903 à Ottawa avec Mary Margaret Haycock. Le couple eut quatre enfants. 

## Vie professionnelle
Peu après son arrivée à Ottawa, Belcourt fonde et dirige son propre cabinet d'avocat et se présente comme député dans la circonscription d'Ottawa City à l'élection fédérale de 1891, mais n'est pas élu. En 1894, il fonde le quotidien Le Temps dont il est propriétaire, éditeur, et rédacteur en chef; le journal appuie le Parti libéral à l'époque dirigé par Wilfried Laurier. Il est de nouveau candidat à l'élection fédérale de 1896 et réussit à se faire élire à la Chambre des communes. Belcourt est réélu lors de l'élection de 1900 et de 1904, et assume le rôle de président de la Chambre des communes pendant une partie de l'année 1904. Wilfrid Laurier le nomme sénateur en 1907.  Au moment de son décès alors qu'il est encore en fonction comme sénateur, Belcourt cumule plus de 36 ans d'expérience politique fédérale.
Tout au long de sa carrière politique, Belcourt promeut la coopération entre les différents groupes linguistique et religieux et devient un « chef de file respecté des Franco-Ontariens ». Il est l'un des dirigeants du mouvement pour les écoles séparées de langue française en Ontario et préside, en 1910, le premier Congrès des Franco-Ontariens convoqué pour s'opposer aux tentatives du gouvernement ontarien d'éliminer l'usage de la langue française dans les écoles. Dans la foulée de ce Congrès, il devient l'un de membres fondateurs de l'Association canadienne-française d'éducation de l'Ontario (aujourd'hui l'Association canadienne-française de l'Ontario) dont il assume la présidence entre 1910 et 1912 et 1920 et 1930. L'organisation a pour but fondateur de rassembler les canadiens-français de l'Ontario et de défendre leurs droits et leurs intérêts. 
Belcourt est l'une des figures de proue de la lutte contre le Règlement 17, mis en place par le gouvernement provincial en juin 1912 pour restreindre l'usage du français comme langue d'enseignement autant dans le réseau scolaire public que dans le réseau séparé. L'opposition au règlement atteint son apogée lors de la grève des enseignants bilingues et de marches/manifestations réunissant plusieurs milliers de personnes à Ottawa ; Belcourt parle au nom des manifestants.
Il conteste avec plusieurs arguments juridiques le Règlement 17 devant la Cour supérieure de l'Ontario en 1914, sans succès. Après un second revers à la Cour d'appel en 1915, il décide d'amener sa cause devant le Comité judiciaire du Conseil privé de Londres (le plus haut tribunal du Canada à l'époque). Le jugement de cette dernière instance n'est ni une victoire ni une défaite complète pour Belcourt. Par ailleurs, le mouvement de contestation dont il est l'un des dirigeants empêche la mise en œuvre complète du Règlement sur le terrain.
En 1921, il devient l'un des cofondateurs de la Unity League of Ontario. En 1924, Belcourt est nommé ministre plénipotentiaire à la Conférence interalliés à Londres ; l'année suivante, il préside la réuni de l'Union interparlementaire à Ottawa.
Belcourt donne de nombreuses conférences et publie des articles, brochures et discours portant notamment sur les droits des Franco-Ontariens, le bilinguisme, et l'unité nationale canadienne. En 1958, on nomme en son honneur la municipalité de Belcourt, en Abitibi. 